# Silometopus braunianus
Silometopus braunianus är en spindelart som beskrevs av Thaler 1978. Silometopus braunianus ingår i släktet Silometopus och familjen täckvävarspindlar.
Artens utbredningsområde är Italien. Inga underarter finns listade i Catalogue of Life.